# 19029 Briede
19029 Briede è un asteroide della fascia principale. Scoperto nel 2000, presenta un'orbita caratterizzata da un semiasse maggiore pari a 2,3957171 UA e da un'eccentricità di 0,1577726, inclinata di 2,75192° rispetto all'eclittica.